# Parelbella peruana
Espèce
Parelbella peruana est une espèce de lépidoptères de la famille des Hesperiidae, de la sous-famille des Pyrginae et de la tribu des Pyrrhopygini.

## Dénomination
Parelbella peruana a été nommé par Olaf Mielke (d) en 1995.

### Nom vernaculaire
Parelbella peruana se nomme Peruana Skipper en anglais.

## Description
Parelbella peruana est un papillon au corps trapu au thorax rayé de blanc en long et à l'abdomen rayé en cercle. 
Le dessus des ailes est marron avec aux ailes antérieures deux bandes blanches veinées de foncé et une suite de marques bleu-vert clair métallisé submarginales et le long du bord interne et aux ailes postérieures une ligne submarginale bleu-vert clair métallisé  puis deux lignes blanches qui lui sont parallèles.
Le revers est semblable.

## Écologie et distribution
Parelbella peruana est présent au Pérou.

### Protection
Pas de statut de protection particulier.